# جون مارشال كليمنس
جون مارشال كليمنس (بالإنجليزية: John Marshall Clemens)‏ هو محامي وسياسي أمريكي، ولد في 11 أغسطس 1798 في مقاطعة كامبل في الولايات المتحدة، وتوفي في 24 مارس 1847 بسبب ذات الرئة.